# Statues-menhirs de Sardaigne
Les statues-menhirs de Sardaigne sont principalement localisées dans la partie centrale de l'île. 

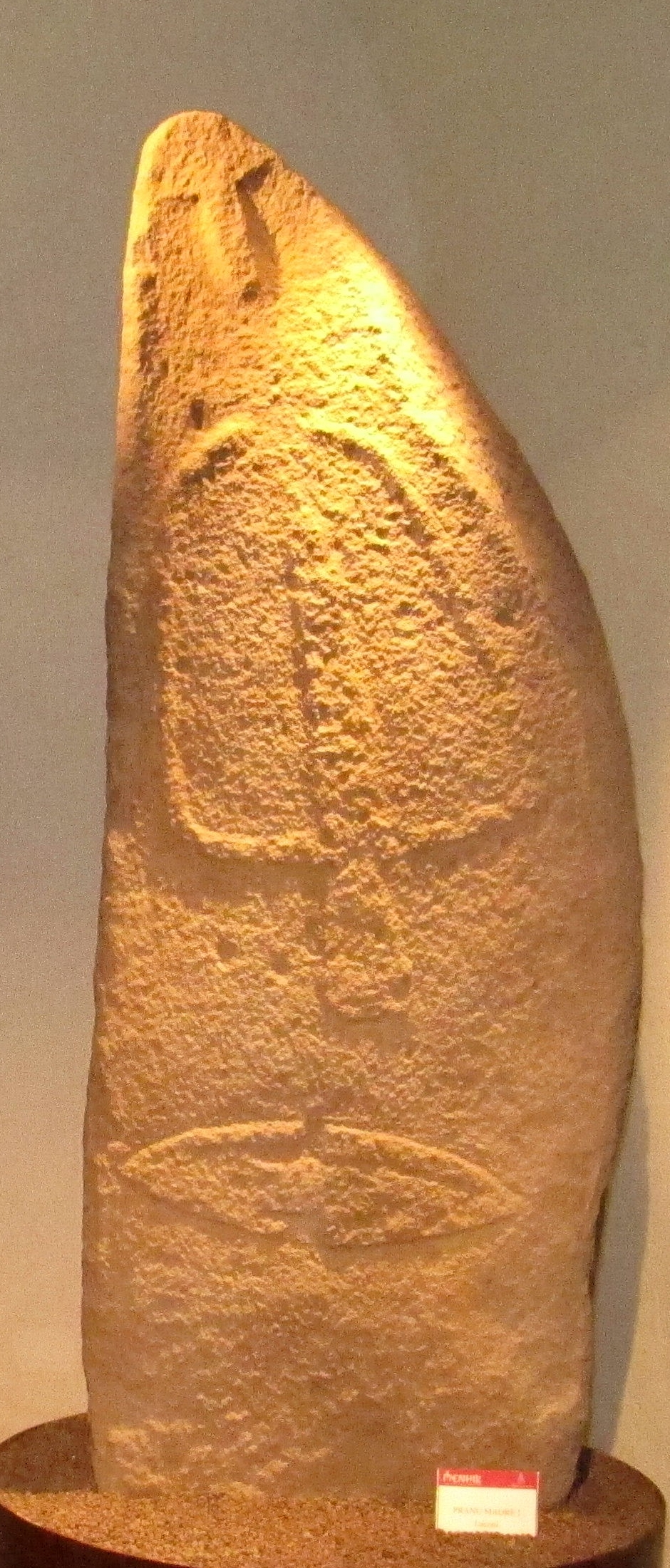
Statue-menhir de Laconi.

## Caractéristiques
Les statues-menhirs de Sardaigne résultent d'une évolution continue du mégalithisme insulaire depuis des menhirs plus ou moins bruts du début du IVe millénaire av. J.-C. vers des menhirs proto-anthropomorphes (Bau Carradore, Is Cirquittu), puis anthropomorphes représentant clairement des figures humaines (Perda Iddoca 7) jusqu'au stade ultime des statues-menhirs, ces différents types pouvant toutefois être associés dans des regroupements ou alignements.Contrairement aux statues-menhirs de Corse, les statues-menhirs sardes ne sont pas anthropomorphes mais sont de simples bornes, arrondies ou pointues, voire de simples cônes. C'est la présence de gravures, simples traits symbolisant schématiquement un visage ou un poignard à lame triangulaire, et plus rarement de sculptures (seins proéminents) qui permet de les distinguer des menhirs. Les bras, les jambes, l'armure et les vêtements ne sont jamais représentés hormis dans le cas des statues-menhirs de Gènna Arrèle III (ceinture gravée en creux) et Gènna Arrèle I (cape ou voile).
On distingue généralement deux groupes de statues-menhirs localisés de part et d'autre d'une ligne Oristano-Nuoro : le type Tamuli au nord-ouest et le type Laconi au sud-est. Le style Tamuli regroupe six statues monolithiques de petite taille, en basalte, à base plate et corps ogival ou conique. Elles ont été dressés à proximité immédiate de la tombe des géants de Tamuli (Macomer). Trois d'entre elles comportent une paire de seins proéminente. Bien que qualifiées de statues-menhirs, elles ne comportent aucun autre attribut, cas uniques en Méditerranée, et s'apparentent plutôt à des bétyles ou des stèles,.
Les statues du style Laconi sont les plus nombreuses. Les pierres ont fait l'objet d'un bouchardage et d'un piquetage préalable particulièrement soigneux, elles sont de forme ogivale avec un sommet plus ou moins pointu. Les caractères anthropomorphes se limitent à un bloc représentant le visage (nez-sourcils) en forme de « T » ou d'une ancre,. Les attributs sont constitués par un « poignard » représenté à l'horizontale au niveau de la taille et un motif singulier dit « capovolto » (volte-face) représenté au niveau de la poitrine. Le poignard est constitué de deux lames triangulaires opposées séparées par un manche court. Aucune arme de ce type n'ayant été trouvé lors des fouilles archéologiques, il pourrait s'agir d'une arme symbolique. Le motif capovolto est spécifique aux statues-menhirs de Sardaigne. Il est composé d'un ou deux arcs aux extrémités pointues traversés au centre par une pointe à base arrondie, l'ensemble dessinant un genre de trident ou de candélabre, il s'apparente au motif corniforme représenté dans les domus de Janas. Ce motif a donné lieu à diverses interprétations : baudrier renversé soutenant un poignard, symbole d'un individu mort avec la tête vers le bas,, tête de taureau. Le musée municipal de Laconi regroupe une importante collection de statues-menhirs de ce type.
Les statues-menhirs ont souvent été découvertes dans un contexte funéraire, associées avec des sépultures mégalithiques (allées couvertes, tombes de géants). Il pourrait alors s'agir de stèles érigées en souvenir d'un personnage important. Leur datation est difficile : le poignard n'ayant aucune correspondance archéologique connue, on ne peut le rattacher à un âge des métaux en particulier.